# 춘천역
춘천역(春川驛, Chuncheon station) 또는 한림대역(Hallym Univ. station)은 강원특별자치도 춘천시 근화동에 있는 경춘선의 철도역이며 전철역이자 시·종착역이다. 
부역명은 한림대지만, 한림대학교는 이 역에서 북동쪽으로 2.2km 떨어져 있다. 시내버스로 환승하여 접근할 수 있으며, 춘천지하상가까지는 도보로 20분 정도 거리리다. 
경춘선의 복선전철화 공사로 2005년 10월 1일부터 2010년 12월 20일까지 약 5년간 영업이 중단되었으며, 수도권 전철 경춘선 공사 기간 동안 경춘선 여객열차는 남춘천역에서 임시로 시종착했다. 2010년 12월 21일 수도권 전철 경춘선 개통과 함께 전철역으로 영업을 재개했다. 
수도권 전철 경춘선은 이 역부터 상봉역 지나서 광운대역, 청량리역까지 모두 지상 구간이다. 
ITX-청춘은 이 역부터 용산역까지 모두 지상 구간이다. 
경춘선 전동열차 3편성과 ITX-청춘 2편성이 야간에 춘천역에서 주박한다.

## 역사
- 1939년 7월 20일 : 보통역으로 영업 개시[1]
- 1950년 6월 30일 : 한국 전쟁으로 역사 소실
- 1958년 12월 18일 : 구 역사 완공
- 1973년 2월 4일 : 서기관역으로 승격
- 1976년 1월 1일 : 민수용 무연탄 도착취급역 지정[2]
- 1977년 2월 20일 : 역사 증축
- 1983년 7월 12일 : 사무관역으로 격하
- 1993년 5월 1일 : 유료휴게실 운영 개시[3]
- 1995년 7월 1일 : 유료휴게실 폐지[4]
- 1998년 : 경춘선 춘천 ~ 성북간 비둘기호 운행폐지
- 2004년 4월 1일 : 통일호 운행폐지
- 2005년 9월 30일 : 복선전철 공사로 인한 영업 중단과 함께 시·종착역을 남춘천역으로 임시 이관
- 2010년 12월 21일 : 경춘선 복선 전철화 사업 개통으로 성북 기점 87.3 km에서 망우 기점 79.0 km로 변경[5], 영업 재개, 수도권 전철 경춘선의 전철역이 됨
- 2012년 2월 28일 : ITX-청춘 운행 개시
- 2017년 1월 31일 : 평일에 한하여 왕복 5회 급행열차의 운행이 재개
- 2017년 12월 18일 : 화물 취급 중지[6]
- 2022년 10월 18일 : 춘천속초선 착공

## 역 구조
승강장은 2면 4선식 쌍섬식 승강장 구조로 이루어진 지상역으로, 4개 승강장 모두 스크린도어가 설치되어 있다. 
이 역부터 굴봉산역까지 1번은 결번이다(단, 강촌역하고 김유정역은 예외).

### 승강장
| ↑남춘천            |
| \| ２３ \| ４５ \| |
| 시·종착역          |

| 2   | ● 수도권 전철 경춘선 | 일반열차 | 남춘천 · 가평 · 평내호평 · 상봉 · 청량리 방면 |
| 3   | 경춘선               | ITX-청춘 | 남춘천 · 가평 · 평내호평 · 청량리 · 용산 방면 |
| 4~5 | ● 수도권 전철 경춘선 | 일반열차 | 당역 종착                                     |
| 4~5 | 경춘선               | ITX-청춘 | 당역 종착                                     |

## 역 주변
| 나가는 곳 | 방면                                         |
| --------- | -------------------------------------------- |
| 1         | 근화초등학교 춘천고등학교 소양동행정복지센터 |
| 2         | 근화동행정복지센터 의암호                    |

## 이용객 변동
경춘선의 2010년 자료는 개통일인 2010년 12월 21일부터 12월 31일까지인 11일치만이 반영된 것이며, ITX-청춘의 2012년 자료는 운행 개시일인 2012년 2월 28일부터 12월 31일까지인 308일치만이 반영된 것이다.
| 노선     | 노선 | 일평균 인원수 (명/일) | 일평균 인원수 (명/일) | 일평균 인원수 (명/일) | 일평균 인원수 (명/일) | 일평균 인원수 (명/일) | 일평균 인원수 (명/일) | 일평균 인원수 (명/일) | 일평균 인원수 (명/일) | 일평균 인원수 (명/일) | 일평균 인원수 (명/일) | 일평균 인원수 (명/일) | 일평균 인원수 (명/일) | 일평균 인원수 (명/일) | 일평균 인원수 (명/일) | 각주  |
| 노선     | 노선 | 2010년                | 2011년                | 2012년                | 2013년                | 2014년                | 2015년                | 2016년                | 2017년                | 2018년                | 2019년                | 2020년                | 2021년                | 2022년                | 2023년                | 각주  |
| -------- | ---- | --------------------- | --------------------- | --------------------- | --------------------- | --------------------- | --------------------- | --------------------- | --------------------- | --------------------- | --------------------- | --------------------- | --------------------- | --------------------- | --------------------- | ----- |
| 경춘선   | 승차 | 9,573                 | 5,221                 | 3,359                 | 3,150                 | 2,966                 | 2,672                 | 2,512                 | 2,410                 | 2,269                 | 2,226                 | 1,222                 | 1,253                 | 1,682                 | 1,788                 | [ 7 ] |
| 경춘선   | 하차 | 8,998                 | 4,582                 | 2,937                 | 2,730                 | 2,604                 | 2,407                 | 2,237                 | 2,130                 | 2,009                 | 1,958                 | 1,117                 | 1,253                 | 1,494                 | 1,581                 | [ 7 ] |
| ITX-청춘 | 승차 | 미개통                | 미개통                | 1,734                 | 2,117                 | 2,265                 | 2,339                 | 2,326                 | 2,390                 | 2,242                 | 2,257                 | 1,292                 | 1,339                 | 1,724                 | 1,894                 | [ 7 ] |
| ITX-청춘 | 하차 | 미개통                | 미개통                | 1,816                 | 2,179                 | 2,254                 | 2,353                 | 2,370                 | 2,387                 | 2,217                 | 2,243                 | 1,288                 | 1,343                 | 1,716                 | 1,883                 | [ 7 ] |

## 사진

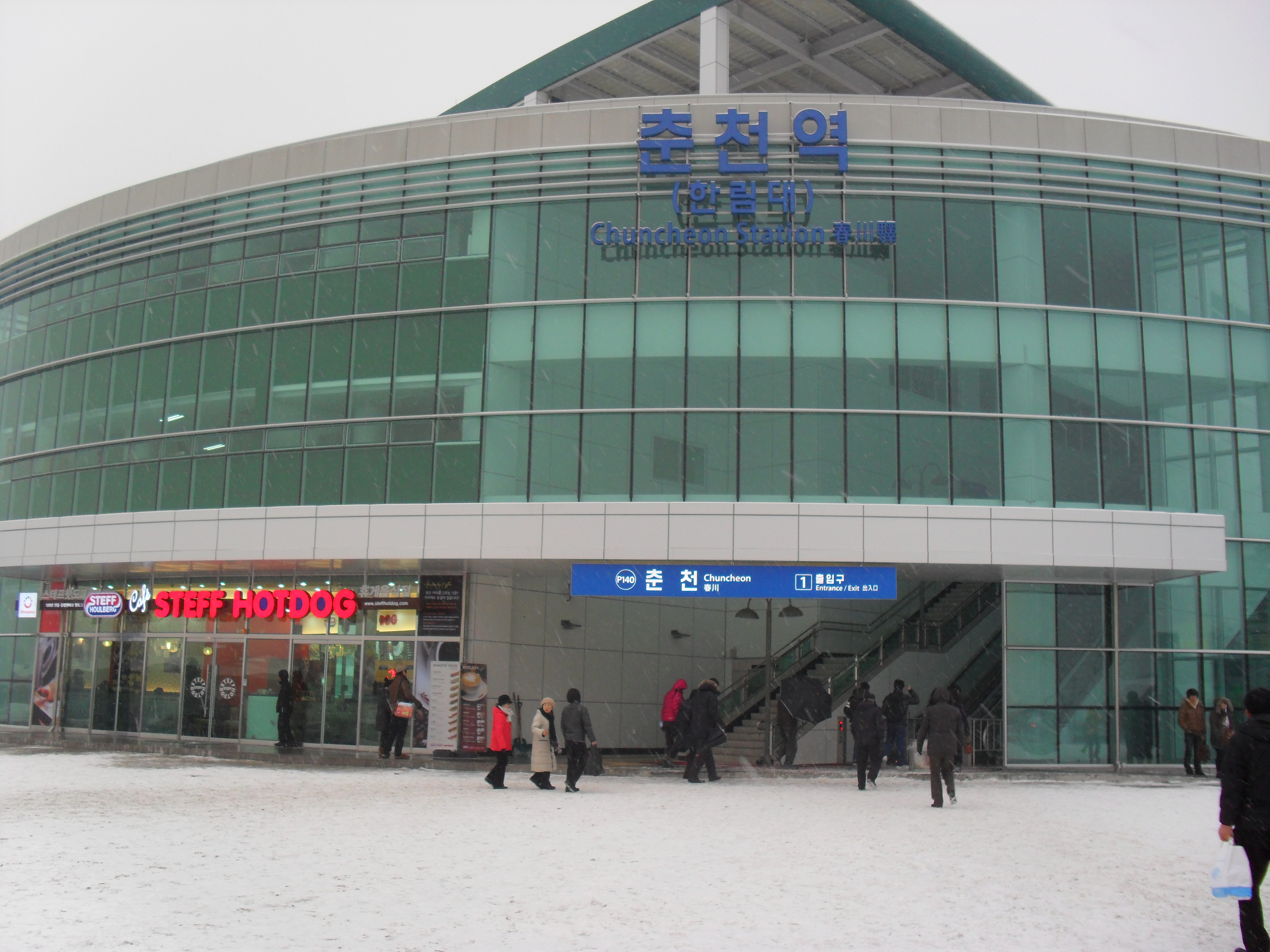
춘천역 신 역사 사진
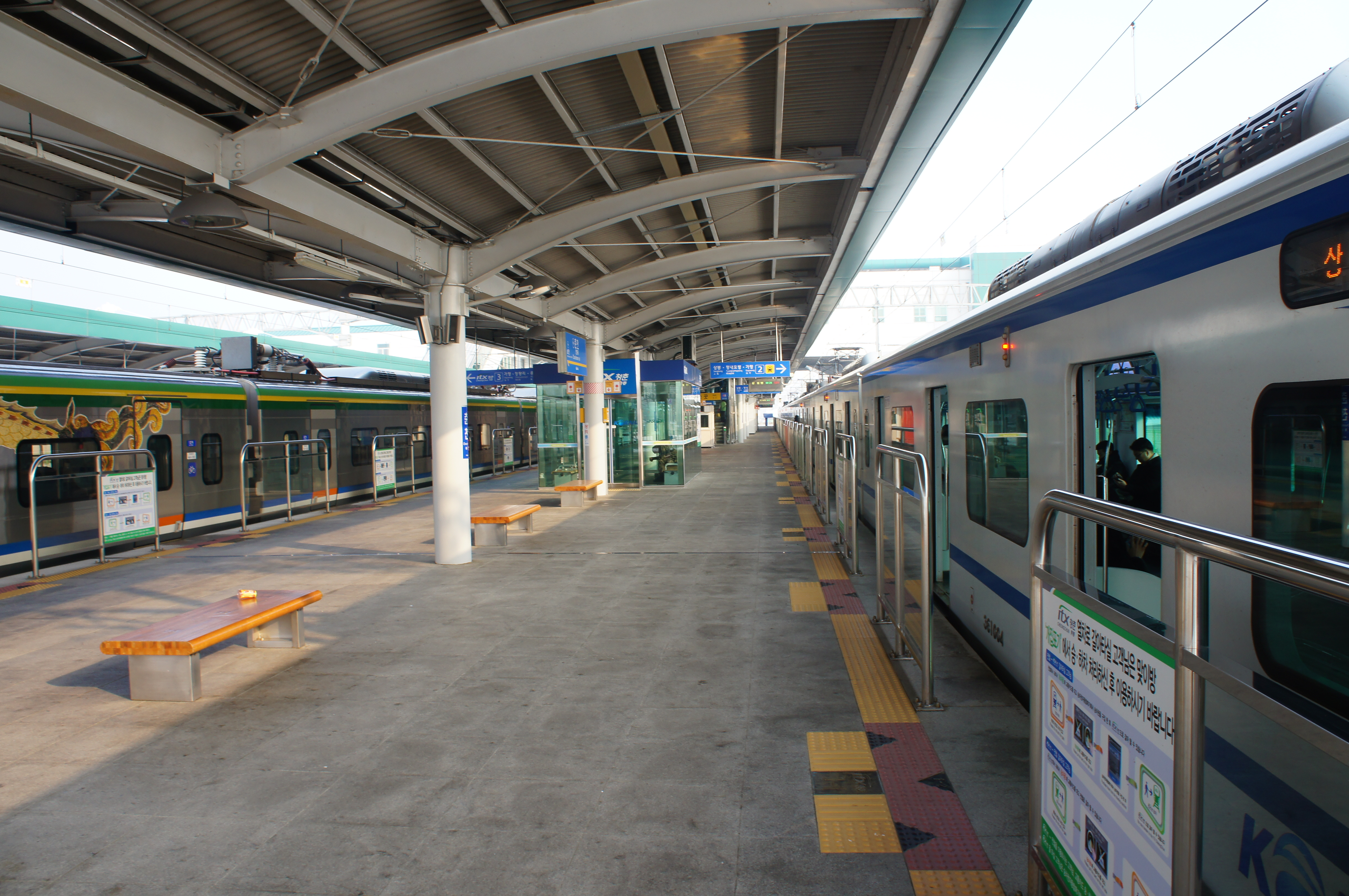
2, 3번 승강장 (스크린도어 설치 전)
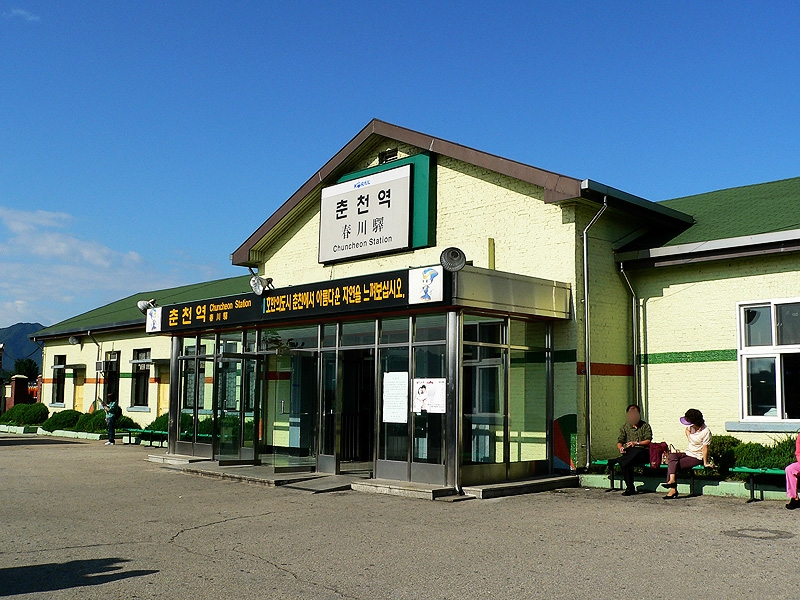
경춘선 복선전철화 이전의 구 역사 (현재 철거됨)
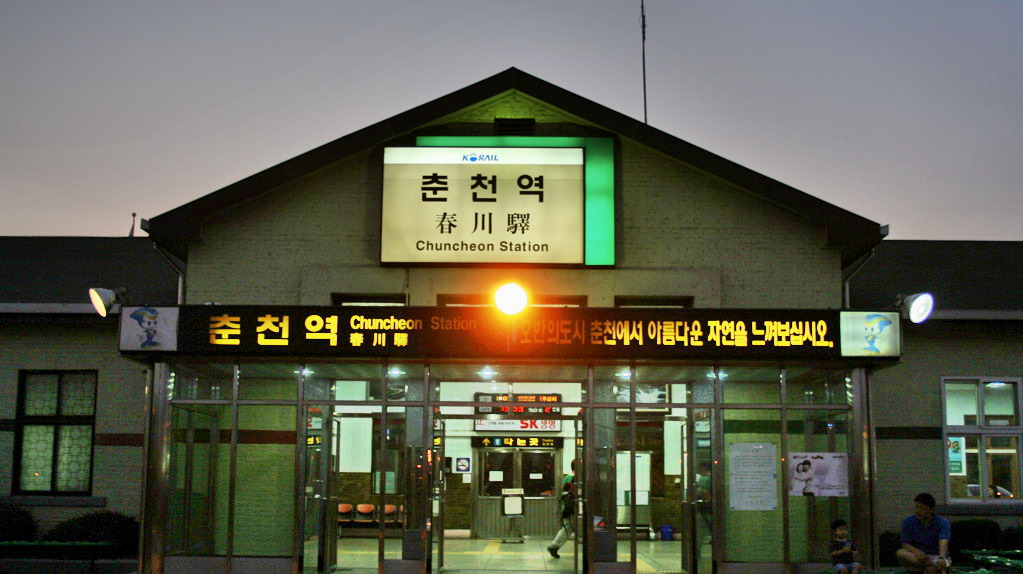
경춘선 복선전철화 이전의 야경
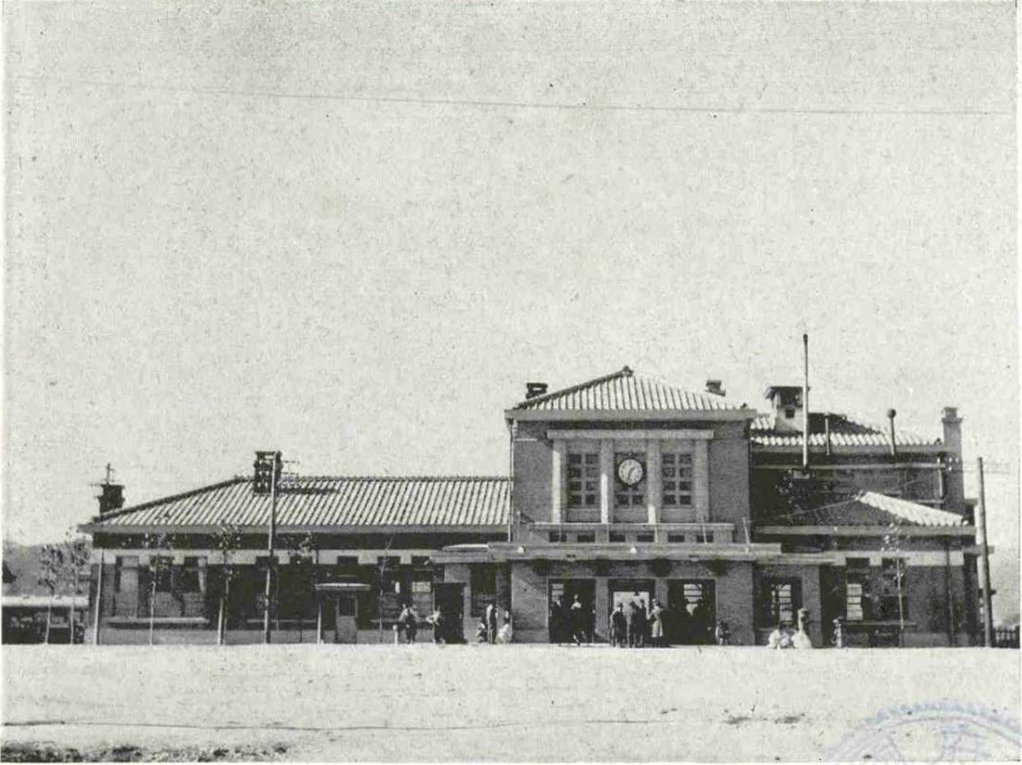
최초 역사 (1940년 촬영)

## 인접한 역
| 경춘선                                              | 경춘선                         | 경춘선    |
| --------------------------------------------------- | ------------------------------ | --------- |
| 남춘천 용산 방면                                    | ITX-청춘 경춘선                | 시·종착역 |
| P139 남춘천 상봉 · 청량리 · 광운대 방면 청량리 방면 | ● 수도권 전철 경춘선 완행 급행 | 시·종착역 |